# Pedro de Valencia
Pedro de Valencia (Zafra, 17 novembre 1555 – Madrid, 10 aprile 1620) è stato un filosofo, umanista, storico, critico letterario, traduttore, grecista, ebraista e latinista spagnolo, nonché cronista del re Filippo III.

## Biografia
Figlio di Melchor de Valencia, nativo di Cordova, e di Ana Vázquez, originaria di Estremadura, a Zafra apprese a fondo la lingua latina dal suo parente, l'umanista e poeta Antonio Márquez, Quand'era ancora adolescente la famiglia si trasferì a Cordova, iniziò a studiare arte presso il collegio dei Gesuiti.
A Cordova strinse una stretta amicizia con il poeta Luis de Góngora, che conservò anche quando la famiglia lo iscrisse alla facoltà di legge dell'Università di Salamanca, negli anni di massimo splendore dell'ateneo, dove ebbe professori come Francisco Sánchez de las Brozas e Benito Arias Montano (1527-1598).
Pur avendo uno spiccato interesse per la teologia, riuscì a laurearsi con profitto nelle lingue classiche e, alla morte del padre, poté dedicarsi alle sue passioni accademiche e umanistiche; l'allora vescovo Sebastián Pérez lo presentò ad Arias Montano, che con lui avrebbe avuto un'amicizia altrettanto longeva, il quale tra il 1578 e il 1579 lo iniziò allo studio dell'ebraico e della Sacra Scrittura.
Montano gli fece ottenere la dispensa ecclesiastica per sposarsi nel 1587 con la sua prima sorella Inés de Ballesteros, che gli diede alla luce sette figli, di cui due morirono prematuramente. Pedro ricambiò il favore assistendolo per tutta la vita in vari progetti filologici e biblici, accettando di difenderlo innanzi al tribunale della Santa Inquisizione che aveva messo in dubbio la sua ortodossia, fino a divenirne l'esecutore testamentario.
Probabilmente, fra il 1590 e il 1607, anno della nomina a cronista reale di Filippo III, insegnò materie umanistiche alla scuola di Zafra e pubblicò il suo più importante testo latino dal titolo Academica sive de iudicio erga verum ex ipsis primis fontibus, pubblicato ad Anversa nel 1596 presso Plantin. Si tratta di un saggio interpretativo sulle questioni accademiche di Cicerone che si spinse ben al di là del suo fine originariamente suggerito dall'amico spagnolo Garcia de Silva y Figueroa, aiutante di camera del re Felipe III, fino ad una variegata e approfondita disamina storica delle scuole filosofiche -distinte in dogmatiche e scettiche- per stabilire il migliore criterio di discernimento della verità.
Malgrado la tranquillità economica conseguita con l'onorificenza regale, gli ultimi anni furono turbati da ogni sorta di problema giudiziario: l'opinione contraria all'autenticità dei Libri plumbei del Sacromonte, la difesa di Arias Montano, la denuncia degli abusi di autorità dell'autodafé tenutosi contro le streghe di Zugarramurdi a Logroño nel 1610, per arrivare al programma iconografico del Palazzo Reale di El Pardo, dopo la morte di Pantoja e di Bartolomé Carducho. Da allora, iniziò a pubblicare opere ascetiche. Nell'ultimo anno di vita, le condizioni di salute peggiorarono rapidamente.

## Attività
Acquisì una vastissima erudizione di tipo umanistico, conseguendo una notorietà internazionale con l'Academica, l'unica opera che riuscì a pubblicare in vita. Lasciò in eredità un'ingente mole di manoscritti che fu pubblicata postuma nei secoli successivi e che al XXI secolo era ancora in corso di pubblicazione. Fu l'unico critico letterario che Luis de Góngora prese in considerazione prima di tracciare un nuovo corso della lirica castigliano con le sue poesie Soledades e Polifemo. Pedro di Valencia gli rispose con lo scritto dal titolo  Censura de Las soledades y el Polifemo y obras de Don Luis de Góngora hecha a su instancia nel quale lo esortò a comporre le poesie in un linguaggio più semplice e meno ricercato, conforme allo stile dell'Argensola.
Nel 1608, pubblicò due saggi politici: il Discurso de la tasa de pan nel quale propose una riforma agraria per colmare le disuguaglianze sociali, arrivando a chiamare "mangiatori di uomini" e "omicidi" gli uomini ricchi che sfruttavano il lavoro della terra; il Discurso contra la ociosidad nel quale promuove le ragioni del lavoro femminile, e divide la società in tre classi leggermente diverse da quelli medievali: governanti civili ed ecclesiastici, soldati e gente comune, lavoratori e artigiani). A essi seguì l'uscita del Tratado acerca de los moriscos nel quale dichiarò la sua contrarietà all'espulsione dei Mori dalla Spagna, a favore della conversione religiosa dei costumi e di un loro assorbimento nella cultura ispanica, da realizzarsi mediante matrimoni misti, trasferimenti di famiglie e comunità in tutta la penisola, la prevenzione di nuovi aggregati urbani, l'isolamento sociale dei recidivi; infine, il Discurso sobre brujas y cosas tocantes a magia del 1610, indirizzato a Bernardo de Sandoval, arcivescovo di Toledo e Inquisitore Generale nel quale esprime disgusto e riprovazione per l'Autodafé svoltasi a Logroño alcuni mesi prima.
Pedro di Valencia redasse principalmente in latino per fini scolastici le opere seguenti: De igne di Teofrasto, stralci del primo libro delle Historiae di Tucidide e il De lapidibus di Sant'Epifanio di Salamina. In spagnolo tradusse il Discurso sobre el retiramiento di Dione Crisostomo, En defensa de la muerte de Eratóstenes di Lisia, las Pláticas di Epitteto e las Sentencias y Palabras di Demostene. Su commissione di Filippo III e dei suoi dignitari tradusse le lettere indirizzate al re dall'arcivescovo di Cipro Cristodulo, oltreché da Geremia e Leone, due alte cariche della gerarchia ecclesiastica greca.

## Opere
- L'opera omnia è stata curata da Gaspar Morocho e pubblicata fra il 1993 e il 2010 in dieci volumi dall'editore Publicaciones de la Universidad de León.

Scritti filosofico-religiosi
- Exposición del primer capítulo del Génesis.
- Comentarios al versículo de San Lucas I, 66.
- Comentario sobre el Padre Nuestro.
- De los autores de los Libros Sagrados y del tiempo en que se escribieron.
- De la tristeza según Dios y según el mundo.
- Exemplos de Principes, Prelados, y otros Varones ilustres, que dexaron Oficios, y Dignidades, y se retiraron.
- Para declaración de una gran parte de la historia apostólica en los Actos y en la Epístola ad Galatas.
- Explicación de dos lugares de San Pablo.
- Sobre la paráfrasis caldaica del P. Andrés de León.
- San Macario, manoscritto.
- Academica sive de iudicio erga verum ex ipsis primis fontibus (Amberes, Plantin, 1596); muy reimpreso en latín en el XVIII; una edición parisina por Pierre-Joseph Thoulier de los Academica de Cicerón (1740) incluye el texto de Valencia con grandes elogios. Hay dos ediciones modernas bilingües en español y latín Academica, trad. y ed. José Oroz Reta (Badajoz: Diputación Provincial de Badajoz, 1987); Academica, vol. III de Pedro de Valencia, Obras completas, trad. y ed. Juan Francisco Domínguez Domínguez junto a un «Estudio preliminar» a cargo de Juan Luis Suárez, Publicaciones de la Universidad de León, León, 2006.
- Discurso fundado creo que en el Epicteto de Arriano sobre los que pretenden vivir con quietud,manoscritto.

Critica letteraria
- Carta a D. Luis de Góngora en censura de sus poesías, manuscrito del que hay dos versiones con variantes.

Scritti storici, economici e sociali
- Tratado acerca de los moriscos de España. Hay edición moderna de Joaquín Gil Sanjuan (Málaga: Algazara, 1997)
- Discurso acerca de los cuentos de las brujas y cosas tocantes a magia, 1610.
- Discurso sobre el pergamino y láminas de Granada.
- Discurso contra la ociosidad.
- Discurso sobre el acrecentamiento de la labor de la tierra.
- Discurso sobre el precio del trigo y Respuesta a algunas réplicas a este discurso.
- Relación de Nueva Granada.
- Relación del Virreinato de Perú
- Relación de México.